# Oliver H. P. T. Morton
Oliver H. P. T. Morton (Wayne megye, 1823. augusztus 4. – Indianapolis, 1877. november 1.) az Amerikai Egyesült Államok szenátora (Indiana, 1867–1877).